# Crystal Machete
Crystal Machete е инструментален солов албум на Уес Борланд, китарист на Лимп Бизкит и фронтмен на Black Light Burns. Албумът е замислен като саундтрак към въображаем филм от 80-те. Докато записва албума, Борланд си налага следните насоки: без изкривени китари, без човешки вокали и възможно най-малко външна помощ.
Албумът е издаден през май 2016 г. и получава положителни отзиви. Например Antiquiet (уеб сайт за музика и култура) изтъква способността на Борланд да се справи с предизвикателствата на самоналожените ограничения, докато сайтът Drought in Sound описва албума като „красив, разтегнат пост-рок мини епос“.
През септември 2016 г. лейбълът Edison Sound издава албума на винил.

## Списък с песни
Всички песни са написани и композирани от Уес Борланд.
1. Main Titles – 6:29
2. Vltava – 3:12
3. Jubilee – 4:33
4. White Stallion – 4:47
5. Sayonara Big C – 1:27
6. Svalbard – 11:07
7. Son of a Gun – 4:00
8. Reprise – 4:06
9. Crystal Machete – 5:23
10. The Cliffs – 7:33
11. Ithaca (бонус във винил версията)
12. End Credits – 8:53